# 룩셈부르크 공녀 엘리자베트 (1901년)
룩셈부르크 공녀 엘리자베트(Princes Elizabeth of Luxembourg, 1901년 3월 7일 ~ 1950년 8월 2일)는 룩셈부르크의 공녀로 기욤 4세와 포르투갈 인판타 마리아 아나의 다섯째 딸이다.